# Synagoge (Eschenau)

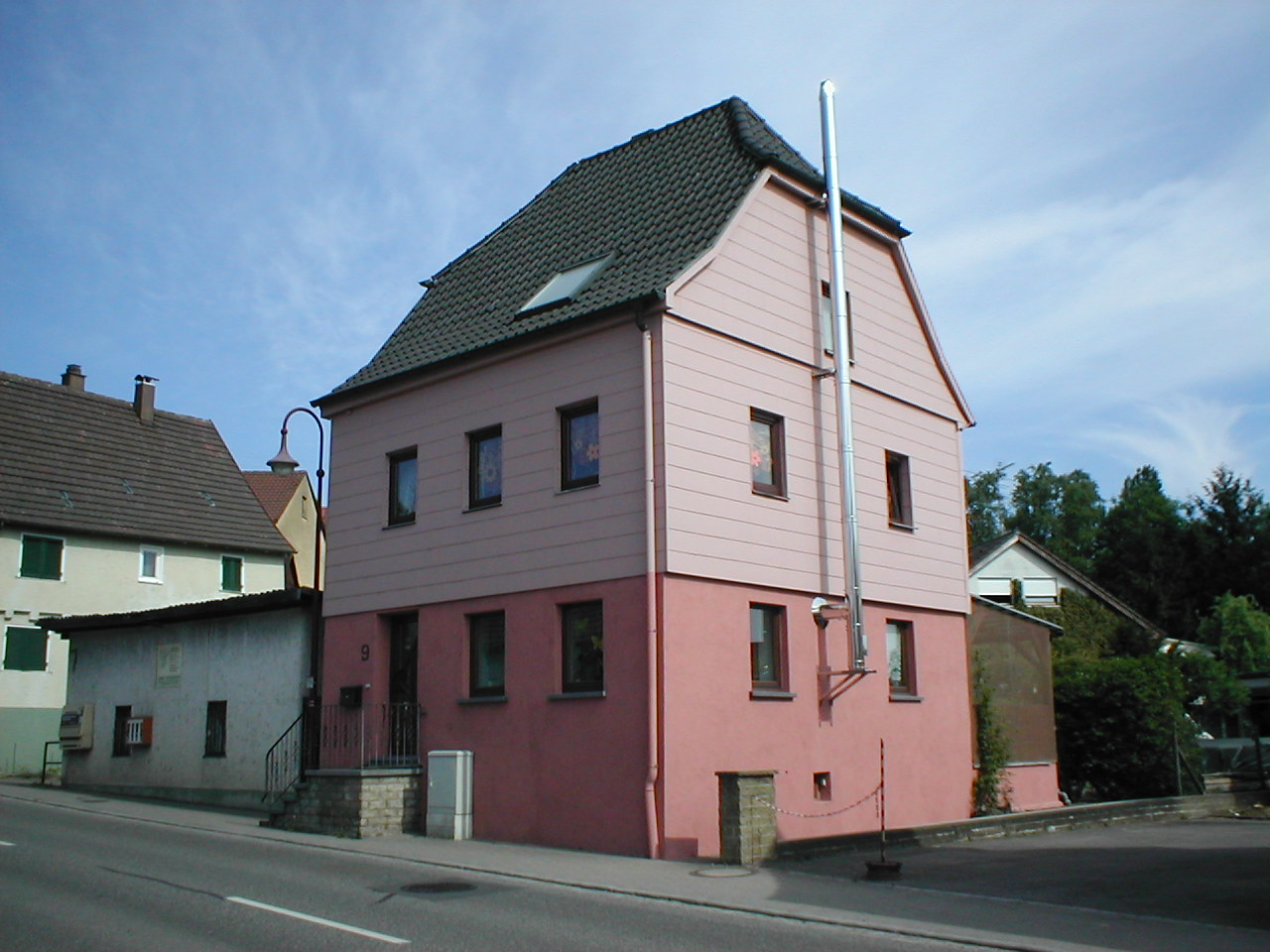
Ehemalige Synagoge in Obersulm-Eschenau

Die Synagoge in Eschenau, einem Ortsteil von Obersulm im Landkreis Heilbronn im nördlichen Baden-Württemberg, wurde 1797 von der Jüdischen Gemeinde Eschenau erbaut. Das Haus wurde 1904 von der jüdischen Gemeinde verkauft und dient seitdem als Privathaus verschiedenen Wohn- und Geschäftszwecken.

## Geschichte
Nachdem es über Jahre zu Streitigkeiten mit der Jüdischen Gemeinde Affaltrach gekommen war, deren Synagoge in Affaltrach die Eschenauer Juden mitbenutzten, erwarb die jüdische Gemeinde in Eschenau im Jahr 1795 ein Gartengrundstück in der Reitgasse (heute: Treutlinger Straße 9) zum Bau einer eigenen Synagoge, die 1797 fertiggestellt wurde. Neben dem eigentlichen Synagogenraum enthielt das Gebäude eine kleine Wohnung für den Kantor, sowie eine Mikwe (rituelles Tauchbad) im Keller. Eine Frauenempore gab es aufgrund der geringen Gemeindegröße zunächst nicht, und auch später hat man auf den Einbau einer solchen verzichtet. Spätestens 1843 diente das Gebäude auch zeitweilig bis etwa 1860 als israelitische Konfessionsschule. Danach besuchten die jüdischen Schüler die örtliche Volksschule, bevor es 1880 zu einem schulischen Zusammenschluss mit der Affaltracher Judengemeinde kam und nochmals von 1880 bis etwa 1900 eine israelitische Konfessionsschule bestand, die in Eschenau abermals ihren Sitz in der Synagoge hatte. Nachdem die jüdische Gemeinde ab der zweiten Hälfte des 19. Jahrhunderts durch Ab- und Auswanderung ihren Niedergang erlebte und letztlich auch die Konfessionsschulen um 1900 aufgehoben wurden, wurde die Synagoge 1904 verkauft.
Am Gebäude erinnert heute nichts mehr an seine einstige Verwendung als Synagoge. Über dem Eingang befand sich einst eine hebräische Inschrift sowie die Jahreszahl 1797, jedoch wurde diese bei einem Umbau entfernt. Die Fenster der Obergeschosse wiesen einst Rundbögen auf, sind inzwischen aber durch rechteckige Fenster ersetzt. Das Erdgeschoss wurde bereits vielfach umgestaltet und diente zeitweilig auch als Ladengeschäft. Es hatte an der Giebelseite ursprünglich vier statt wie heute nur zwei Fenster. Das rechte Fenster an der Traufseite hatte einst die Ausmaße der Tür und diente während der gewerblichen Nutzung des Gebäudes als Schaufenster. Der Zugang zur Mikwe an der Giebelseite wurde nachträglich vermauert.